# Garnier de Nablus
Garnier de Nablus (Nablus, Palestina; 1147-Ascalón, Israel; 31 de agosto de 1192), también conocido como Garnier de Naplouse, fue el décimo Gran maestre de la Orden de Malta desde 1190 a 1192.
Luchó en la batalla de Arsuf bajo las órdenes del rey Ricardo I de Inglaterra durante la Tercera Cruzada. Vivió la mayor parte de su vida en el pueblo de Acre, Palestina.

## Biografía
El rey Ricardo había ordenado previamente evitar el contacto con el enemigo durante la marcha sobre Jaffa. Situados en la retaguardia de la columna militar, los Hospitalarios de Garnier estaban bajo fuerte presión de los musulmanes. Eran hostigados continuamente con flechas y ataques a pequeña escala, en un intento de romper la columna y atraerla a la plena batalla. De acuerdo con el manuscrito Itinerarium Regis Ricardi del siglo XIII, Garnier estuvo a punto del punto crítico, y cabalgó adelante personalmente para tratar de persuadir a Ricardo de atacar:

Mi señor el rey, estamos violentamente presionados por el enemigo, y en peligro de eterna infamia si no nos atrevemos a devolver sus golpes; cada uno de nosotros estamos perdiendo nuestros caballos, uno tras otro, y ¿por qué habríamos de soportar esto más tiempo?

También le pidió que aliviara la presión con una carga de caballería, pero Ricardo se negó y replicó:

Buen maestre, sois vosotros los que debéis sostener el ataque; ningún hombre puede estar en dos sitios a la vez

Cuando la presión aumentó, el Gran Maestre y otro caballero, Balduino de Carreo, cargaron contra los musulmanes, siendo seguidos por el resto de la fuerza de los Hospitalarios. Ricardo, viendo que sus órdenes eran desobedecidas, dio señal para una carga total. Esto cogió al enemigo en un momento vulnerable, y sus filas fueron rotas. Así, en cierto modo, Garnier ayudó a ganar la batalla, aun en contravención de las órdenes de Ricardo.
A Garnier se le menciona por última vez el 12 de junio de 1192, cuando fue castigado junto a Robert de Bruges por atacar al enemigo sin recibir las órdenes.

### Muerte
Garnier de Naplouse murió probablemente en Ascalón el 31 de agosto de 1192, y lo sucedió Geoffrey de Donjon en enero de 1193. Falleció poco después de la caída de Jerusalén en manos de Saladino, que fue seguido por el final y la caída del Reino de Jerusalén.